# Eotetranychus querci
Eotetranychus querci är en spindeldjursart som beskrevs av Robert Gatlin Reeves 1963. Eotetranychus querci ingår i släktet Eotetranychus och familjen Tetranychidae. Inga underarter finns listade i Catalogue of Life.